# 大日本帝國 (電影)
《大日本帝國》（だいにっぽんていこく）是日本的戰爭片電影，於1982年由日本東映公司發行。

## 概要
本片分別由第一部「通往新加坡之路」及第二部「愛能跨越波濤」構成，內容以第二次世界大戰中的太平洋戰爭南方戰線為主軸。

## 製作
- 導演：舛田利雄
- 編劇：笠原和夫（日语：笠原和夫 (脚本家)）
- 音樂：山本直純（日语：山本直純）
- 主題曲：五木宏『契り』 （誓約）
- 片長：180分鐘

## 演員
- 丹波哲郎：東條英機
- 三浦友和：小田島剛一
- 西鄉輝彥：大門勳
- 篠田三郎：江上孝
- 青井輝彥（日语：あおい輝彦）：小林幸吉
- 關根惠子：新井美代
- 佳那晃子（日语：佳那晃子）：國吉靖子
- 夏目雅子：柏木京子／瑪麗亞
- 湯原昌幸（日语：湯原昌幸）：由良一等兵
- 小倉一郎（日语：小倉一郎）：本堂一等兵
- 高橋昌也（日语：高橋昌也 (俳優)）：木戶幸一
- 仲谷昇（日语：仲谷昇）：近衛文麿
- 市村萬次郎（日语：市村萬次郎 (2代目)）：昭和天皇
- 大和田伸也：小森軍醫
- 佐藤允（日语：佐藤允）：桐山軍曹
- 川地民夫（日语：川地民夫）：古川曹長
- 愛川欽也（日语：愛川欽也）：小川金作
- 梅宮辰夫（日语：梅宮辰夫）：ヒゲ兵曹
- 田村高廣：下村定
- 若山富三郎：石原莞爾

## 獎項
| - 第6屆日本電影金像獎（1983年） - 「最佳男配角獎」：青井輝彥 - 「最佳劇本獎」：笠原和夫 - 「最佳美術獎」：北川弘 - 「最佳音樂獎」：山本直純 | - 第4屆橫濱電影節（1983年） - 「最佳女配角獎」：夏目雅子 |

## 爭議
電影在1982年8月7日上映後，日本方面本來打算將影片送往香港上映，但是幾天後消息傳到香港即引起香港專上學生聯會強烈抗議，並於1982年8月15日舉行大規模集會，最終電影被香港方面禁映。

## 外部連結
- 互联网电影数据库（IMDb）上《大日本帝國》的资料（英文）